# リック・バンステーンベルヘン
リック・ファン・ステーンベルヘン（Rik van Steenbergen, 1924年9月9日 - 2003年5月15日）はベルギー・フランデレン地域のアレンドンク出身の名自転車競技選手。下記に挙げる実績もさることながら、40歳を過ぎても第一線の選手として活躍したことは特筆される。
世界自転車選手権の個人ロードレース（当時はプロ、現在はエリート種目）を1949年、1956年、1957年と3回制覇（史上最多）した他、クラシックレース及びグランツールの区間優勝を多数経験。また6日間レースでも歴代第6位となる40勝を挙げている（一時は歴代勝利数トップを経験）。また世界選手権における2連覇を達成した選手は現在バンステーンベルヘンを含めて6人しかいない。
いわゆる、ロードスプリンターと言われる典型的な選手であったことから難度の高い山岳コースを苦手としており、ステージレースについては総合成績という面からすると振るわないケースが目立ったが、1951年のジロ・デ・イタリアでは、総合優勝のフィオレンツォ・マーニに遅れること1分46秒差の2位に入ったことがある。もっとも、グランツールでは専ら区間優勝狙いに主眼が置かれていた。また、6日間レース通算40勝のうち、19勝が同胞のエミール・セヴェレインと組んでのものだった。
2003年5月15日、アントウェルペンでバンステーンベルヘンは78歳の生涯を閉じることになったが、葬儀において、エディ・メルクス、リック・ファン・ローイ、ロジェ・デフラミンク、ルシアン・バンインプ、フレディ・マルテンス、ブリック・ショットといった同胞の往年の名選手がズラリと顔を揃えたばかりでなく、ベルギー首相ギー・フェルホフスタットも参列したという。バンステーンベルヘンがベルギーのスーパースターであった証といえる。

## 主な優勝実績

### ロードレース
1943
 ベルギー国内選手権
フランドル選手権
1944
ロンド・ファン・フラーンデレン
1945
 ベルギー国内選手権
1946
ロンド・ファン・フラーンデレン
1948
パリ～ルーベ
1949
 世界自転車選手権
フレッシュ・ワロンヌ
ツール・ド・フランス 2区間優勝
1950
パリ～ブリュッセル
ツール・ド・フランス 1区間優勝
1951
ジロ・デ・イタリア 2区間優勝。総合2位
1952
パリ～ルーベ
ジロ・デ・イタリア 3区間優勝
1953
ジロ・デ・イタリア 1区間優勝
1954
 ベルギー国内選手権
ミラノ～サンレモ
ジロ・デ・イタリア 4区間優勝
1955
ツール・ド・フランス 1区間優勝
1956
 世界自転車選手権
ブエルタ・ア・エスパーニャ 6区間優勝。総合5位
1957
 世界自転車選手権
ジロ・デ・イタリア 5区間優勝
1958
フレーシュ・ワロンヌ

### 6日間レース
| 勝目 | 年     | 開催地           | パートナー                                       |
| ---- | ------ | ---------------- | ------------------------------------------------ |
| 1    | 1948   | ブリュッセル     | マルセル・キン                                   |
| 2    | 1949   | ブリュッセル     | マルセル・キン                                   |
| 3    | 1950   | アントウェルペン | アシエ・ブルネー                                 |
| 4    | 1951   | ブリュッセル     | スタン・オッカー                                 |
| 5    | 1952   | パリ             | アシエ・ブルネー                                 |
| 6    | 1954   | ヘント           | スタン・オッカー                                 |
| 7    | 1955   | アントウェルペン | スタン・オッカー                                 |
| 8    | 1955-2 | ヘント           | エミール・セヴェレイン                           |
| 9    | 1955   | ブリュッセル     | エミール・セヴェレイン                           |
| 10   | 1956   | ドルトムント     | エミール・セヴェレイン                           |
| 11   | 1956   | ブリュッセル     | エミール・セヴェレイン                           |
| 12   | 1957   | ベルリン         | エミール・セヴェレイン                           |
| 13   | 1957   | ヘント           | フレッド・デブルイヌ                             |
| 14   | 1958   | アントウェルペン | エミール・セヴェレイン en レジナルド・アーノルド |
| 15   | 1958   | フランクフルト   | エミール・セヴェレイン                           |
| 16   | 1958   | ブリュッセル     | エミール・セヴェレイン                           |
| 17   | 1958   | コペンハーゲン   | エミール・セヴェレイン                           |
| 18   | 1959   | チューリッヒ     | エミール・セヴェレイン                           |
| 19   | 1959   | ドルトムント     | クラウス・ブッダール                             |
| 20   | 1959   | ヘント           | フレッド・デブルイヌ                             |
| 21   | 1960   | アールス         | エミール・セヴェレイン                           |
| 22   | 1960   | ブリュッセル     | エミール・セヴェレイン                           |
| 23   | 1960   | コペンハーゲン   | エミール・セヴェレイン                           |
| 24   | 1961-1 | ベルリン         | クラウス・ブッダール                             |
| 25   | 1961   | ドルトムント     | エミール・セヴェレイン                           |
| 26   | 1961   | チューリッヒ     | エミール・セヴェレイン                           |
| 27   | 1962   | ケルン           | エミール・セヴェレイン                           |
| 28   | 1962   | ミラノ           | エミール・セヴェレイン                           |
| 29   | 1962   | ブリュッセル     | パレ・リッケ                                     |
| 30   | 1963   | アントウェルペン | パレ・リッケ en レオ・プロース                   |
| 31   | 1963   | マドリード       | ヨー・デバッカー                                 |
| 32   | 1963   | フランクフルト   | パレ・リッケ                                     |
| 33   | 1964   | ミラノ           | レアンドロ・ファギン                             |
| 34   | 1964   | マドリード       | フェデリコ・バーモンテス                         |
| 35   | 1965   | ブレーメン       | パレ・リッケ                                     |
| 36   | 1965   | ミラノ           | ジャンニ・モッタ                                 |
| 37   | 1965   | エッセン         | ペーター・ポスト                                 |
| 38   | 1965   | トロント         | エミール・セヴェレイン                           |
| 39   | 1965   | ケベック         | エミール・セヴェレイン                           |
| 40   | 1965   | マドリード       | ロマン・デローフ                                 |